# Czersk (stacja kolejowa)

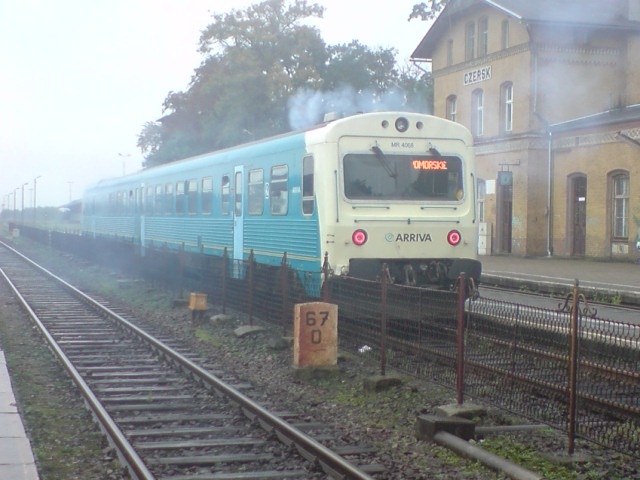
MR/MRD w barwach Arriva opuszcza stację Czersk na pierwszym planie słupek hektometrowy 67,00 km linii kolejowej nr 203

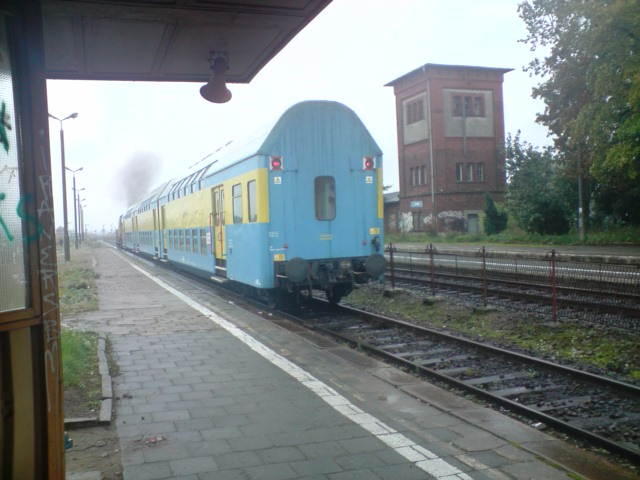
Pociąg z Chojnic do Tczewa złożony z SU42 i trójczłonowej Bipy

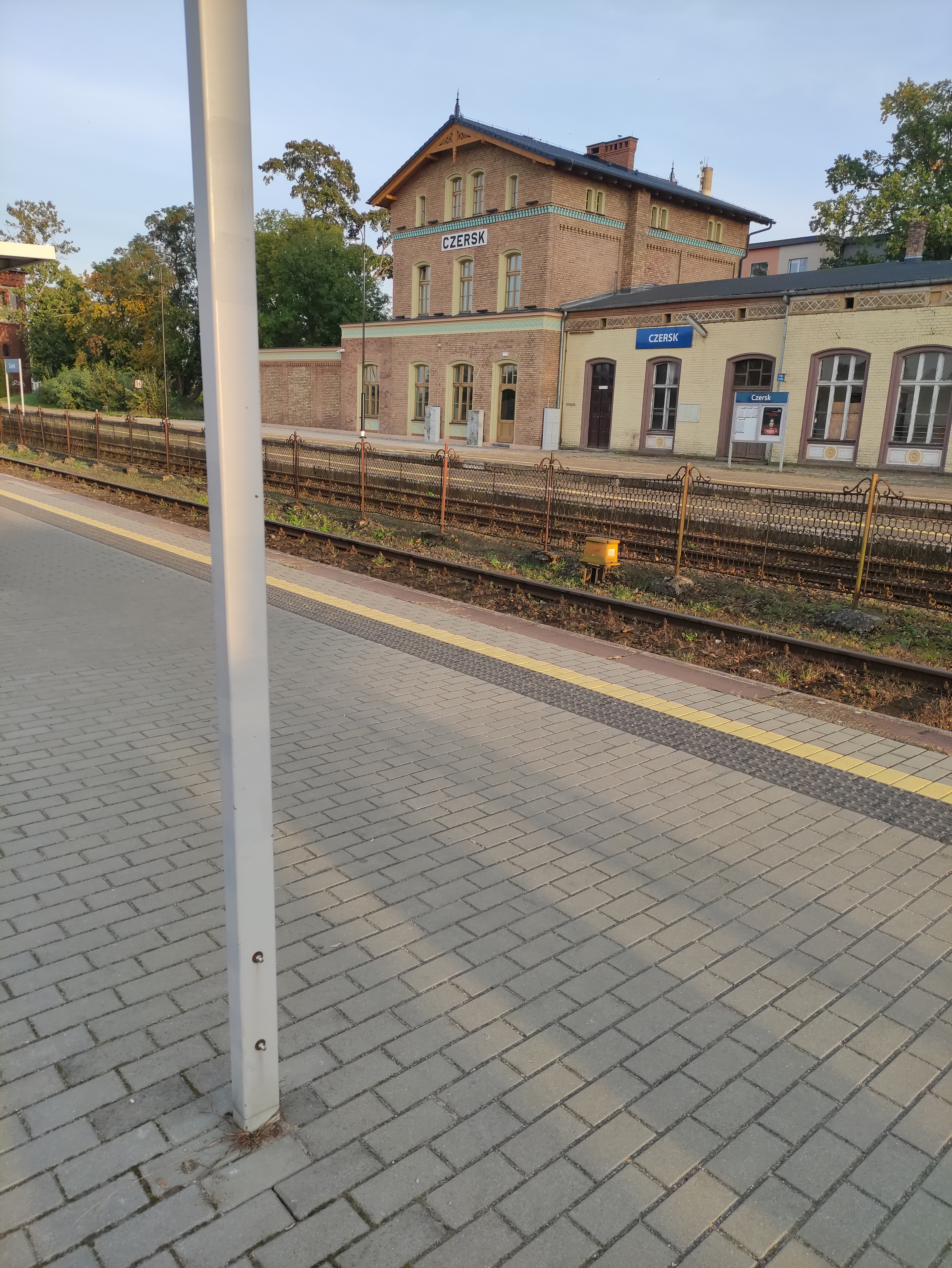
Zachodnia część budynku

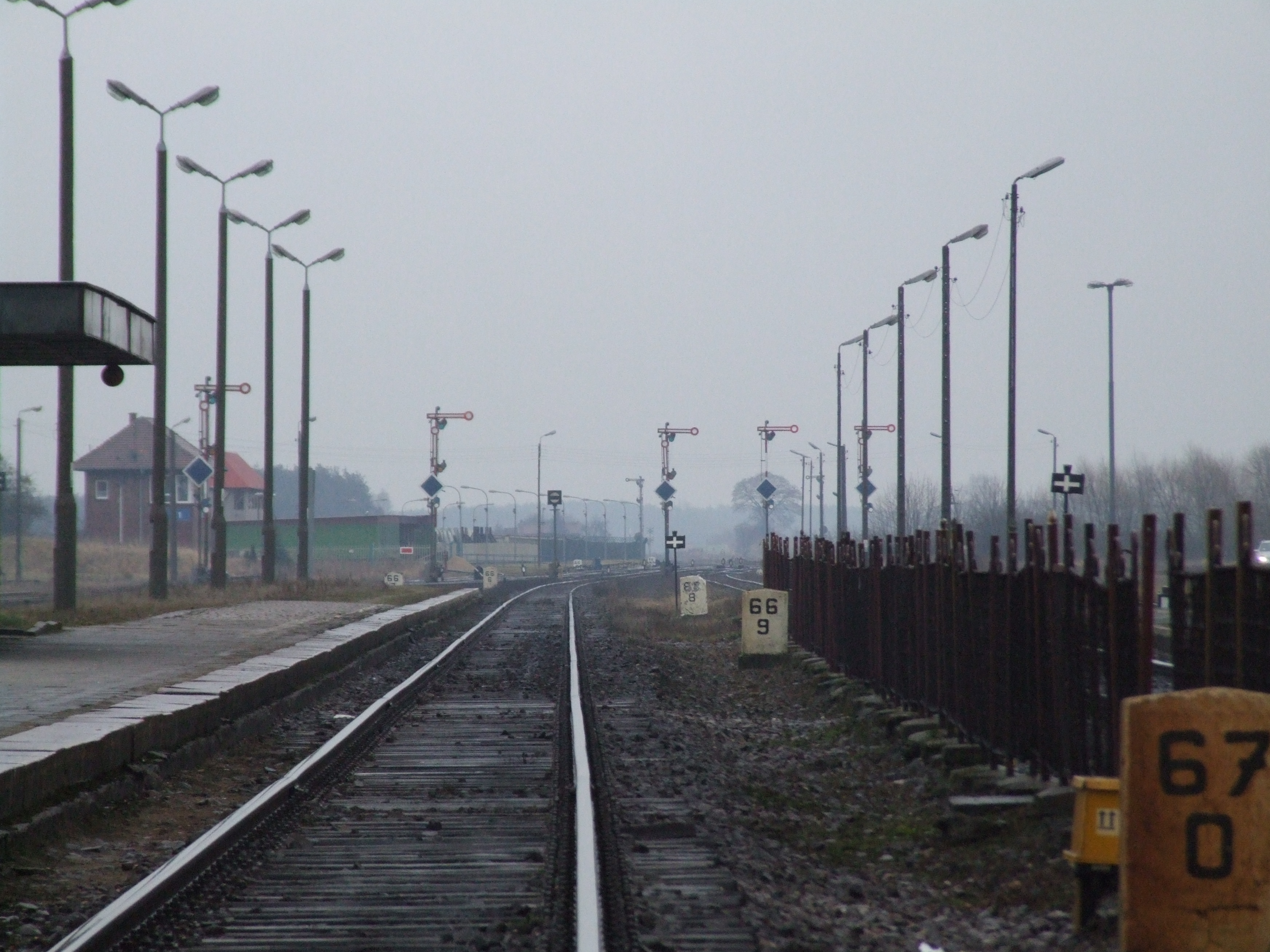
Tory widok na wschód w kierunku Tczewa

Czersk – stacja kolejowa w Czersku, w gminie Czersk, w powiecie chojnickim, w województwie pomorskim.

## Ruch pasażerski
| Rok  | Wymiana pasażerska na dobę |
| ---- | -------------------------- |
| 2017 | 500-699                    |
| 2022 | 500-699                    |

## Położenie
Stacja położona jest w północnej części miasta. Niedaleko od dworca kolejowego znajduje się dworzec autobusowy.

## Historia

### 1871–1918
Kolej dotarła do Czerska w 1871 roku w ramach Królewskich Kolei Wschodnich (Preußische Ostbahn). Kolej ta łączyła Berlin z Gdańskiem i Królewcem. Trasa ta została wybrana ze względu na znacznie łatwiejszy teren, jednakże nie przechodząc przez żadne duże miasto. W tym samym roku powstał pierwszy dworzec w Czersku. Czersk nie był w tym czasie dużą wsią, a stacja kolei żelaznej powstała tu głównie dlatego, że w okolicy było dużo wiosek, które czerska stacja mogła obsługiwać. Stacja została ulokowana na północ od miejscowości, co widać dziś w zabudowie Czerska (centrum znajduje się około kilometra od miejscowości, natomiast w pobliżu dworca od południowej strony znajduje się blokowisko powstałe w latach siedemdziesiątych XX wieku, a na północ od linii kolejowej przeważa rozproszona zabudowa domów jednorodzinnych). Na początku XX wieku władze pruskie zamierzały wybudować linię kolejową Gdańsk – Wrzeszcz (obecnie dzielnica Gdańska wówczas miejscowość na północ od Gdańska) – Stara Piła – Liniewo – Karsin – Czersk. Linia ta miała być znacznym skrótem pomiędzy Berlinem a Gdańskiem, a dodatkowo miała eliminować konieczność obracania parowozu (bądź jazdy tendrem do przodu, co jest bardzo niewygodne dla obsługi lokomotywy). Budowę tej linii przerwała jednak I wojna światowa. Z zamierzonej inwestycji udało zrealizować tylko odcinek Wrzeszcz – Stara Piła (linia Gdańsk – Wrzeszcz powstała wcześniej jako tory do lokomotywowni Zaspa) oraz szereg prac ziemnych, które potem zostały wykorzystane przy budowie północnego odcinka linii kolejowej nr 215 Laskowice Pomorskie – Bąk. Na początku sierpnia 1908 roku w Czersku powstał nowy dworzec kolejowy, gdyż stary dworzec okazał się za mały.

### 1918–1945
Uzyskanie przez Polskę niepodległości oraz wydzielenie Wolnego Miasta Gdańsk spowodowało, że Polska nie miała bezpośredniego połączenia na wybrzeże. Rząd Polski podczas budowy portu w Gdyni postanowił o wybudowaniu magistrali łączącej Gdynię z resztą kraju. Nowa magistrala miała służyć głównie do przewozu węgla. Aby zbudować tę magistralę potrzeba było dostarczyć duże ilości materiałów budowlanych z tego powodu wydłużono linię Laskowice Pomorskie – Czersk. Od 1928 roku linia sięgała do Bąka, gdzie znajdowała się stacja węzłowa.

### po 1989
Obecnie budynek dworca w Czersku znajduje się w przebudowie. Po przebudowie poza poczekalnią ma oferować gabinety rehabilitacyjne, punkt opieki dla osób niepełnosprawnych, biura dla prawnika, psychologa i doradcy zawodowego i tym podobne.

## Linie kolejowe
Czersk jest lokalnym węzłem kolejowym, w którym krzyżują się linie 203 i 215. Wszystkie linie są normalnotorowe, niezelektryfikowane. Linia 203 w okolicy Czerska jest dwutorowa, natomiast 215 na całej długości jest jednotorowa.
Prędkości szlakowe w okolicy Czerska

Schemat linii kolejowych w okolicach Czerska

|     | pociągi osobowe            | pociągi towarowe | szynobusy                  |
| 203 | Czersk – Chojnice 120 km/h | 100 km/h         | Czersk – Chojnice 120 km/h |
| 215 | 60 km/h                    | 60 km/h          | 80 km/h                    |

## Infrastruktura

### Dworzec
Dworzec jest zbudowany z cegły. Budynek dworca jest 4 bryłowy. 2 części są 3-kondygnacyjne przykryte dwuspadowym dachem pokrytym papą. W obu częściach znajdują się lokale mieszkalne, wcześniej znajdowały się tu pokoje dla drużyn kolejowych. Część centralna jest parterowa mieści się w niej poczekalnia oraz toaleta. Na dworcu była kasa biletowa przewoźnika Polregio, natomiast została zlikwidowana. W 2024 r. na peronie 1 stanął biletomat.

### Perony

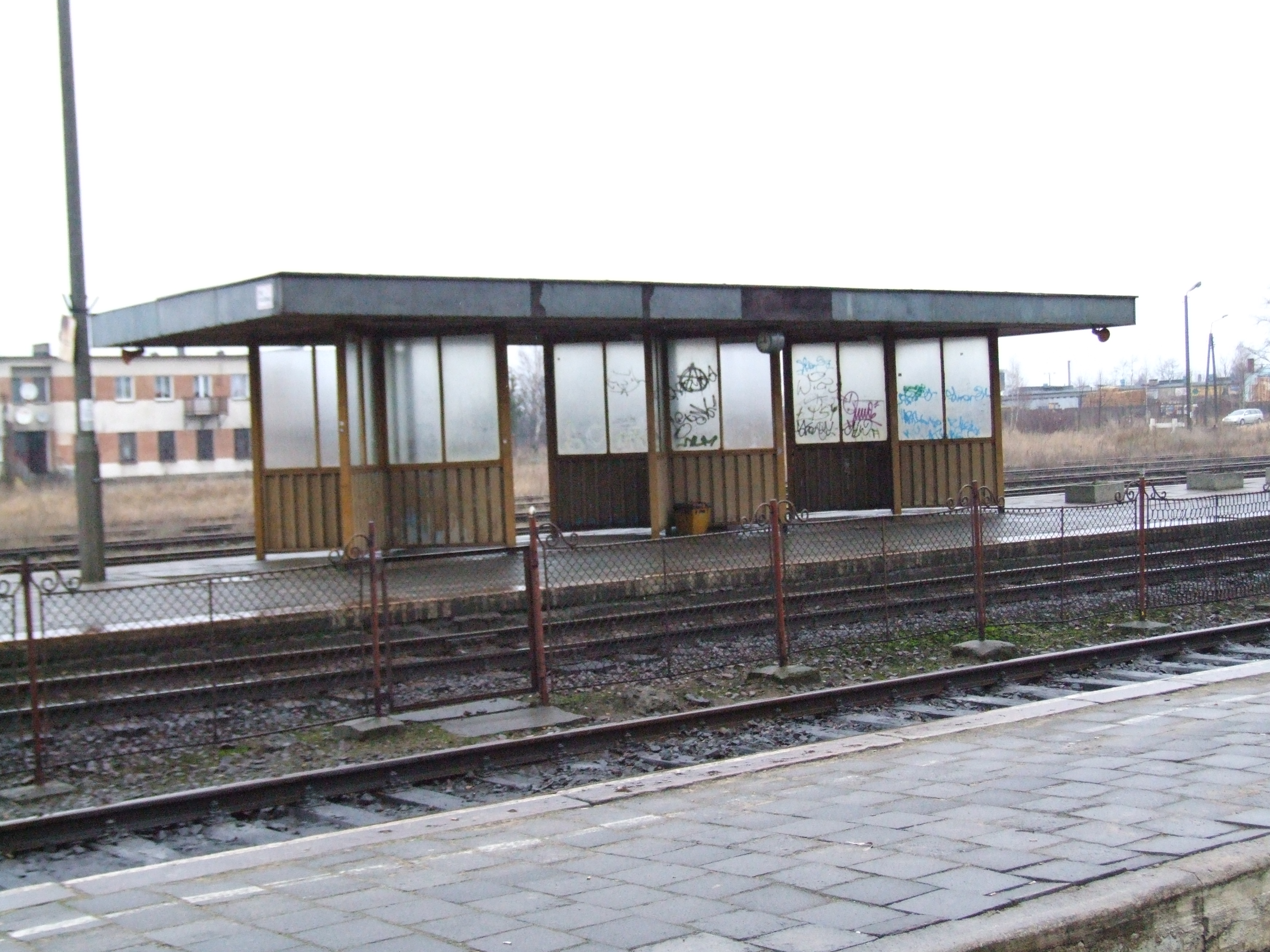
Dawna wiata na peronie 3 (widok od strony dworca)

Na stacji w Czersku znajdują się 3 perony: Peron pierwszy (jednokrawędziowy) nie jest obecnie używany; odjeżdżały, stąd dawniej pociągi zaczynające bieg w Czersku i jadące w stronę Bąka (Kościerzyny) i Chojnic oraz pociągi towarowe obsługujące nieczynny obecnie magazyn. Peron drugi również jednokrawędziowy (przy drugiej krawędzi znajduje się tor z peronu pierwszego). Jest obsługiwany przez pociągi osobowe Arriva RP do Laskowic Pomorskich. Z peronu trzeciego, wyremontowanego, wyposażonego w 2 wiaty, odjeżdżają pozostałe połączenia obsługiwane przez Polregio i PKP Intercity.

### Lokomotywownia
Na stacji znajdowała się lokomotywownia, która np. w 1934 roku jako Stacja Trakcyjna podlegała Oddziałowi Mechanicznemu w Tczewie; w 1941 r. jako Lokbf Czersk podległa Zakładowi Kolejowemu w Chojnicach (niem. Bw Konitz). Obecnie na jej terenie znajduje się skup złomu.

### Pozostała infrastruktura

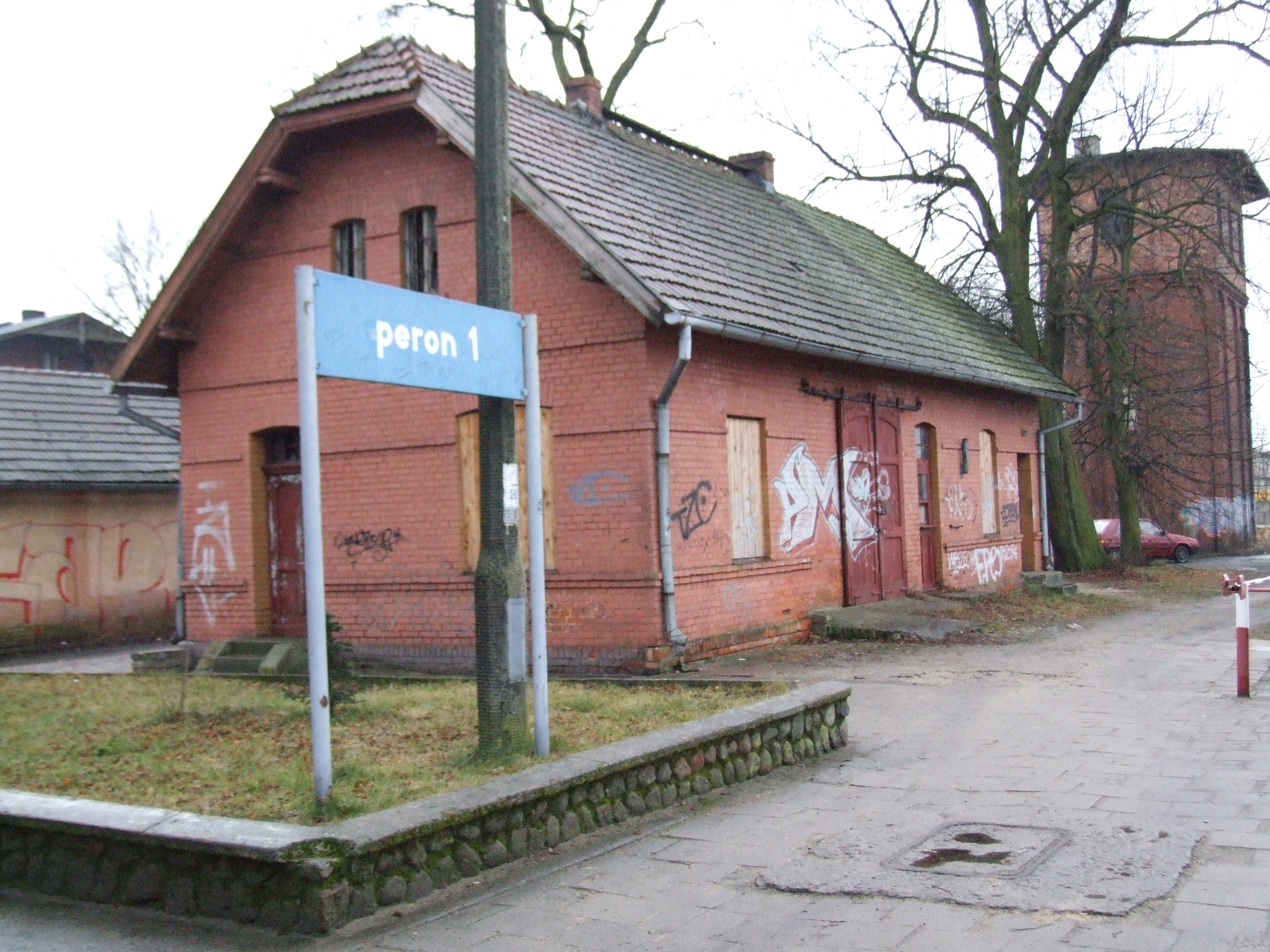
Magazyn i wieża wodna

W Czersku znajduje się podwójna wieża wodna, która jest unikatem, ze względu na kształt zbiornika. Obecnie wieża znajduje się w katastrofalnym stanie. Na stacji znajduje się również odkryty tunel służący do drobnych napraw, który jest zalany i pełen śmieci. Na terenie stacji znajdują się trzy magazyny, z których obecnie używany jest tylko jeden.

## Połączenia i przewoźnicy (stan z 2025 r.)
- Bydgoszcz Główna (Arriva RP)

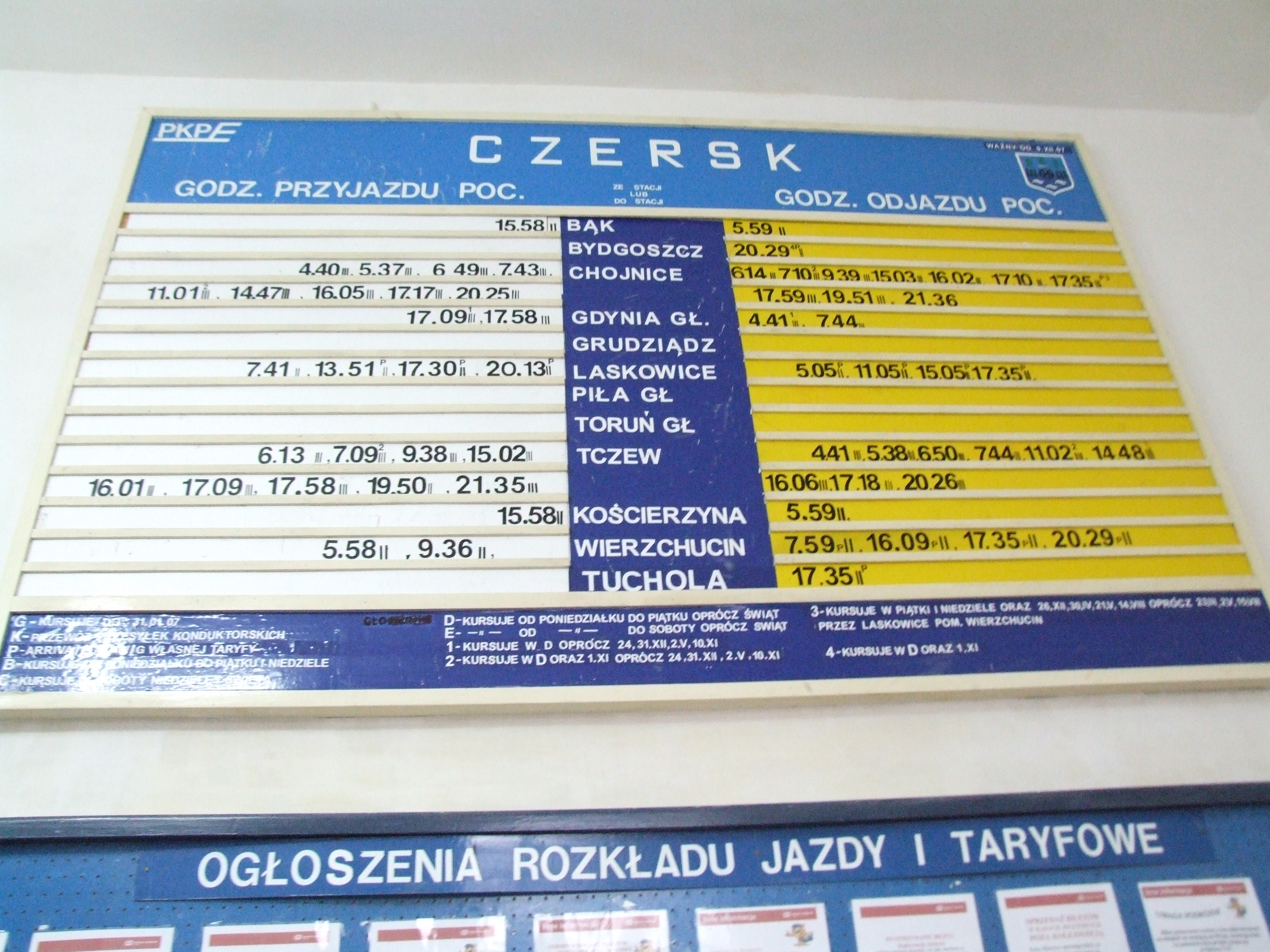
Dawny rozkład jazdy.

- Chojnice (Polregio, PKP Intercity)
- Gdynia Główna (Polregio, PKP Intercity)
- Gorzów Wielkopolski (PKP Intercity)
- Grudziądz (Arriva RP, połączenie wakacyjne)
- Hel (Polregio, połączenie wakacyjne)
- Kostrzyn (PKP Intercity)
- Laskowice Pomorskie (Arriva RP)
- Piła Główna (PKP Intercity)
- Szczecinek (Polregio)
- Tczew (Polregio, PKP Intercity)
- Toruń Główny (Arriva RP, połączenie wakacyjne)